# Vladimir Zalenskij
Vladimir Vladimirovitj Zalenskij (ryska: Владимир Владимирович Заленский), född 1847 i guvernementet Poltava, död 26 oktober 1918, var en rysk zoolog.
Zalenskij blev 1871 professor i Kazan och 1882 i Odessa samt föreståndare för ryska vetenskapsakademins zoologiska laboratorium i Sankt Petersburg 1879. Han var en av sin tids främsta jämförande embryologer och lämnade många viktiga bidrag till kännedomen om både lägre och högre djur, bland annat om störens utveckling (på ryska, två band, 1880) samt Beiträge zur Entwicklungsgeschichte der knorpeligen Gehörknöchelchen bei Säugetieren (1880), Études sur le développement des annélides (1882-83, 1887) och Neue Untersuchungen über die embryonale Entwicklung der Salpen (1883).